# Anspruchs- und Anwartschaftsüberführungsgesetz
Das Anspruchs- und Anwartschaftsüberführungsgesetz (AAÜG) gilt für Ansprüche und Anwartschaften, die aufgrund der Zugehörigkeit zu Zusatz- und Sonderversorgungssystemen (Versorgungssysteme) im Beitrittsgebiet erworben worden sind.
Das Gesetz regelt die Schließung der Zusatz- und Sonderversorgungssysteme der DDR und deren Überführung in die allgemeine gesetzliche Rentenversicherung der Bundesrepublik Deutschland.
Die Überführung der Ansprüche und Anwartschaften aus Zusatz- und Sonderversorgungssystemen der DDR in die gesetzliche Rentenversicherung war eine vom Gesetzgeber nach Abwägung der Alternative des Aufbaus von eigenständigen Versorgungssystemen analog der bundesdeutschen, bestehenden Systeme getroffene Systementscheidung, die im Staatsvertrag und im Einigungsvertrag gesetzlich untermauert wurde.
Das AAÜG wurde als Art. 3 des Rentenüberleitungsgesetzes (RÜG, Gesetz zur Herstellung der Rechtseinheit in der gesetzlichen Renten- und Unfallversicherung) am 25. Juni 1991 verkündet (BGBl. I S. 1606).
Für die Versicherungs- und Beitragspflicht der Personen, die am 31. Dezember 1991 einem Versorgungssystem angehört haben, gelten vom 1. Januar 1992 an die Vorschriften des Sechsten Buches Sozialgesetzbuch. Zeiten der Zugehörigkeit zu einem Versorgungssystem, in denen eine Beschäftigung oder Tätigkeit ausgeübt worden ist, gelten als Pflichtbeitragszeiten der Rentenversicherung.

## Grundsätze
Der Einigungsvertrag legte in Anlage II Kapitel VIII Sachgebiet H Abschnitt III eine Vertrauensschutz- und Zahlbetragsgarantie fest. Wer bereits zum 3. Oktober 1990 eine Rente aus dem DDR-Rentensystem bezog, sollte mindestens der Rentenzahlbetrag erhalten bleiben, der ihm für den Monat Juli 1990 zustand. Wer im Zeitraum vom 4. Oktober 1990 bis zum 30. Juli 1995 einen Anspruch auf eine Rente aus dem DDR-Rentensystem erwarb, sollte mindestens den Rentenzahlbetrag erhalten, der ihm für den Monat Juli 1990 zugestanden hätte, wäre der Versicherungsfall am 1. Juli 1990 eingetreten.
Der Gesetzgeber wich jedoch für den Bereich der Zusatz- und Sonderversorgungssysteme in mehreren Punkten von den Regelungen im Einigungsvertrag ab. Hier ging der Gesetzgeber davon aus, dass die gezahlten Gehälter in der DDR, insbesondere im Bereich der „systemnahen“ Versorgungssysteme, aus politischen Gründen überhöht waren und nicht der tatsächlichen Leistung entsprachen. Hieraus nahm sich der Gesetzgeber das Recht, die Rentenansprüche für diese Personengruppe entsprechend zu kürzen. Von den 440.000 Renten, die am 31. Dezember 1995 auf Grundlage des AAÜG ausgezahlt wurden, wurden 100.000 Renten aufgrund der Vorschrift des § 6 Abs. 2 AAÜG gekürzt. (BR-Drs. 209/96)
Diese Regelungen führten zu harscher Kritik nicht nur vonseiten der Betroffenen, sondern auch aus den Reihen der Fachliteratur. Hier wurde für diese Regelungen der Ausdruck „Rentenstrafrecht“ geprägt, da sich der Eindruck erweckte, die Bundesregierung wolle die Personengruppe wegen ihrer Tätigkeit für die DDR-Führung durch die Hintertür der Rentenfestsetzung kollektiv bestrafen.

## Änderungen

### Rentenüberleitungs-Ergänzungsgesetz
Das Rentenüberleitungs-Ergänzungsgesetz vom 24. Juni 1993 (BGBl. I S. 1038) trat rückwirkend zum 1. August 1991 in Kraft. Es war eine Reaktion der Bundesregierung auf eine Entscheidung des Bundessozialgerichts vom Januar 1993, das die Kürzungsregelung für systemnahe Versorgungssysteme beanstandete.
Die Ursprungsfassung des § 6 Abs. 2 AAÜG regelte, dass bei „systemnahen“ Versorgungssystemen nicht das tatsächlich erzielte Arbeitsentgelt, sondern das Durchschnittsentgelt (also exakt 1 Entgeltpunkt pro Kalenderjahr) zur Berechnung der Rentenhöhe berücksichtigt wurde, wenn der Versicherte eine leitende Tätigkeit ausübte oder als Richter oder Staatsanwalt tätig war oder eine Berufungs- oder Wahlfunktion im Staatsapparat ausgeübt wurde. Eine leitende Tätigkeit wurde hierbei gesetzlich unterstellt, wenn das erzielte Arbeitsentgelt das 1,4-fache des Durchschnittsentgelts überstieg. Das Bundessozialgericht beanstandete diese Regelung. Es entschied, dass eine Kürzung des Rentenanspruchs nicht erfolgen dürfe, wenn das gezahlte Arbeitsentgelt der Leistung entspricht.
Der Gesetzgeber ersetzte daraufhin diese Regelung rückwirkend zum 1. August 1991 durch eine neuere, komplizierte Anrechnungsregel:
- Betrug das tatsächlich erzielte Arbeitsentgelt höchstens das 1,4-fache des Durchschnittsentgelts, wurde es in voller Höhe berücksichtigt.
- Darüber hinaus wurde für jedes Kalenderjahr höchstens das 1,4-fache des Durchschnittsentgelts berücksichtigt, wenn das tatsächlich erzielte Arbeitsentgelt das 1,6-fache des Durchschnittsentgelts nicht überstieg.
- Darüber hinaus wurde das berücksichtigungsfähige Arbeitsentgelt progressiv abgeschmolzen, bis es - bei einem tatsächlich erzielten Arbeitsentgelt vom 1,8-fachen des Durchschnittsentgelts, nur noch dem Durchschnittsentgelt entsprach.

### AAÜG-Änderungsgesetz
Mit dem AAÜG-Änderungsgesetz (AAÜG-ÄndG, BGBl. I S. 1674) wurde zum 1. Januar 1997 die Vorschrift des § 6 Abs. 2 AAÜG mit Wirkung für die Zukunft (also nicht rückwirkend) erneut geändert.
Der Gesetzgeber behielt den Grundsatz der Kürzung überhöhter Arbeitsentgelter bei, machte dies aber nicht mehr an der Höhe des Arbeitsentgelts fest, sondern an der Zugehörigkeit zur Gehaltsstufe E 3 (ab 1985 Gehaltsstufe 12) der DDR, was einem Hauptabteilungsleiter im zentralen Staatsapparat entsprach. Der Gesetzgeber ging davon aus, dass ab dieser Gehaltsstufe auch politische Vorgaben, und nicht nur die reine Arbeitsleitung, in das Arbeitsentgelt flossen. Dadurch wurde letztendlich der Wirkungsbereich der Kürzungsregelung deutlich begrenzt.
Für Anspruchsberechtigte einer Dienstbeschädigungsrente aus den Sonderversorgungssystemen der DDR wurde mit dem Dienstbeschädigungsausgleichsgesetz ein eigenständiger Anspruch geschaffen, nachdem die bisherige Regelung zu Ungerechtigkeiten im Einzelfall geführt hatte.

### Entscheidungen des Bundesverfassungsgerichts vom 28. April 1999
Am 28. April 1999 erließ das Bundesverfassungsgericht drei Entscheidungen zum AAÜG.
- 1 BvL 32/95, 1 BvR 2105/95 (Rentenüberleitung I): Das vorlegende Sozialgericht beanstandete § 10 Abs. 1 AAÜG, wonach der Rentenzahlbetrag bei Zusammenrechnung aller Rentenansprüche auf insgesamt 2700 DM gedeckelt ist. Das Bundesverfassungsgericht erklärte diese Regelung für verfassungswidrig und nichtig, denn sie verstoße gegen die Zahlbetragsgarantie aus dem Einigungsvertrag.
- 1 BvL 22/95 (Rentenüberleitung II): Das vorlegende Sozialgericht beanstandete die Fassung des § 6 Abs. 2 AAÜG für den Zeitraum 1991 bis 1996 (siehe oben). Das Bundesverfassungsgericht erklärte diese Regelung für verfassungswidrig, weil sie Versicherte der genannten systemnahen Versorgungssysteme gegenüber anderen Versicherten (insbesondere Versicherter nicht systemnaher Versorgungssysteme) ohne sachlichen Grund benachteiligte. Das Gericht setzte dem Gesetzgeber eine Frist zur verfassungsgemäßen Neuregelung bis zum 30. Juni 2001.
- 1 BvL 11/94, 33/95, 1 BvR 1560/97 (Rentenüberleitung IV): Die vorlegenden Sozialgerichte beanstandeten § 7 Abs. 1 Satz 1 und § 10 Abs. 2 AAÜG, die Sonderregelungen für Mitarbeiter des Ministeriums für Staatssicherheit (MfS) enthielten. Nach diesen Vorschriften wurde bei Mitarbeitern des MfS nur 70 Prozent des Durchschnittsentgelts als Arbeitsentgelt berücksichtigt; bei Beziehern einer Rente aus der Sonderversorgung des MfS wurde der Rentenzahlbetrag pauschal auf 802 DM festgesetzt. Das Bundesverfassungsgericht erklärte beide Vorschriften für verfassungswidrig und nichtig. Für eine Kürzung der Renten von Mitarbeitern des MfS unter das Durchschnittsrentenniveau gebe es keinen sachlichen Grund. Die noch härtere Kürzung für Bezieher einer Rente aus der Sonderversorgung treibe diese Personengruppe letztlich in die Sozialhilfebedürftigkeit.

Das Bundesverfassungsgericht stellte in diesen Entscheidungen – entgegen der Rechtsauffassung der Bundesregierung – den Grundsatz auf, dass die in der DDR erworbenen Rentenansprüche grundsätzlich dem Eigentumsschutz des Art. 14 Abs. 1 Satz 1 GG unterfallen und ein Eingriff in dieses Grundrecht nur unter den engen Voraussetzungen des Satzes 2 zulässig ist.
Ebenfalls am 28. April 1999 erließ das Bundesverfassungsgericht im Verfahren 1 BvR 1926/96 (Rentenüberleitung III) eine Entscheidung auf eine Verfassungsbeschwerde eines Betroffenen gegen § 307b SGB VI. Nach dieser Vorschrift wurde bei Renten aus den Zusatz- und Versorgungssystemen der DDR das gesamte Arbeitsentgelt berücksichtigt, während bei Beziehern anderer Renten aus der DDR nur das Arbeitsentgelt der letzten 20 Jahre berücksichtigt wurde. Das Bundesverfassungsgericht sah keinen sachlichen Grund für diese Schlechterstellung und erklärte die Vorschrift für verfassungswidrig. Dem Gesetzgeber wurde auch in diesem Fall eine Frist zur verfassungsgemäßen Neuregelung bis zum 30. Juni 2001 gesetzt.

### 2. AAÜG-Änderungsgesetz
Das 2. AAÜG-Änderungsgesetz (2. AAÜG-ÄndG) wurde am 27. Juli 2001 als Reaktion auf die obengenannten Entscheidungen des Bundesverfassungsgerichts verabschiedet (BGBl. I S. 1939). Es sah im Einzelnen folgende Änderungen vor:
- Der Vertrauensschutz für Neurentner wurde, entsprechend den Regelungen im Einigungsvertrag, vom 31. Dezember 1993 auf den 30. Juni 1995 ausgedehnt.
- Die Zahlbetragsgarantie für Bezieher einer Rente aus den Zusatz- und Sonderversorgungssystemen wurde durch jährliche Erhöhung entsprechend dem aktuellen Rentenwert dynamisiert; dies aufgrund einer Entscheidung des Bundessozialgerichts (B 4 RA 24/98 R), das eine solche Dynamisierung verlangte. Eine Verfassungsbeschwerde, die beanstandete, dass die Dynamisierung anhand des aktuellen Rentenwerts und nicht anhand des aktuellen Rentenwerts (Ost) erfolgte, wurde vom Bundesverfassungsgericht im Verfahren 1 BvR 799/98 mit Beschluss vom 15. September 2006 nicht zur Entscheidung angenommen.
- Die durch das Bundesverfassungsgericht für nichtig erklärten Vorschriften wurden gestrichen.
- Bei Mitarbeitern des MfS wird nunmehr das Durchschnittsentgelt als Arbeitsentgelt berücksichtigt. Bei Beziehern einer Rente aus der Sonderversorgung des MfS wird die alte DDR-Regelung wiederhergestellt (Kürzung des die Mindestrente übersteigenden Rentenzahlbetrags um 50 Prozent, Kappung der Rente bei 990 DM) Ansprüche, die ab dem 18. März 1990 erworben wurden (erste freie Volkskammerwahl der DDR) unterliegen nicht mehr der Kürzung.
- Bei der Berechnung der Renten aus der Zusatz- und Sonderversorgung wird eine Vergleichsberechnung vorgenommen: es wird der Rentenzahlbetrag sowohl anhand des gesamten Versicherungsverlaufs, als auch anhand der letzten 20 Jahre berechnet. Die höhere Rente wird dem Versicherten ausgezahlt.

Damit setzte der Gesetzgeber exakt die Vorgaben aus den Urteilen des Bundesverfassungsgerichts und des Bundessozialgerichts um und unternahm keine weiteren Änderungen am Gesetz, nach eigenen Angaben um keine weitere ideologische Debatte über die DDR-Renten auszulösen.
Das Bundesverfassungsgericht erklärte am 23. Juni 2004 im Verfahren 1 BvL 3/98, 9/02, 2/03 (Rentenüberleitung V) § 6 Abs. 2 AAÜG in der damaligen Fassung erneut für verfassungswidrig. Den jeweiligen Verfahren lagen Klagen eines Vermessungsingenieurs im Dienst der NVA, des Präsidenten des Patentamtes der DDR sowie eines Abteilungsleiters im Bauministerium der DDR zugrunde. Das Bundesverfassungsgericht kritisierte zum einen den „Fallbeileffekt“ der Neuregelung, wonach ein Unterschied im Gehalt von nur einem Euro zu einer drastischen Kürzung des Rentenzahlbetrags führte, zum anderen aber auch die Tatsache, dass die Neuregelung nicht sicherstelle, dass die betroffene Personengruppe tatsächlich in jedem Fall ein aus politischen Gründen überhöhtes Gehalt bezog. Dem Gesetzgeber wurde eine Frist zur verfassungsgemäßen Neuregelung bis zum 30. Juni 2005 auferlegt.

### Erstes Gesetz zur Änderung des AAÜG
Am 21. Juni 2005 wurde das Erste Gesetz zur Änderung des Anspruchs- und Anwartschaftsüberführungsgesetzes verkündet (BGBl. I S. 1672). Dieses Gesetz war – erneut – eine Reaktion auf die Entscheidung des Bundesverfassungsgerichts, das den Gesetzgeber zu einer verfassungskonformen Neuregelung des § 6 Abs. 2 AAÜG verpflichtete.
Der Gesetzgeber beschränkte den Wirkungskreis der Kürzung überhöhter Gehälter nunmehr auf die ranghöchsten Politiker der DDR-Führung. Das waren zum einen alle Ämter, die eine Weisungsbefugnis gegenüber dem MfS beinhalteten (Politbüro der SED, Generalsekretäre des ZK der SED, Generalstaatsanwälte, Staatsanwälte und Richter der sogenannten „I-A-Senate“ der Bezirksgerichte der DDR), zum anderen die ranghöchsten Positionen des politischen Kaders der DDR (Minister im Staatsrat oder Ministerrat der DDR, SED-Bezirks- oder Kreisleitung).
Bei der Verhandlung im Bundestag am 12. Mai 2005 gab es erhebliche Zweifel an der Verfassungsmäßigkeit dieser Neuregelung. Das Bundesverfassungsgericht bestätigte jedoch mit Beschluss vom 6. Juni 2010 im Verfahren 1 BvL 9/06, 1 BvL 2/08 die Neuregelung als mit dem Grundgesetz vereinbar. Geklagt hatte u. a. der Minister für Umweltschutz und Wasserwirtschaft Hans Reichelt.

## Rechtsprechung
Der 4. Senat des Bundessozialgerichts (BSG) befasste sich regelmäßig mit dem AAÜG. Zum Beispiel ermöglichte eine eher unscheinbare Entscheidung vom 23. Juni 1998 – B 4 RA 61/97 R (SozR 3-8570 § 5 Nr. 4 S 17) – aufgrund einer „verfassungskonformen erweiternden Auslegung“ den fiktiven – allein aufgrund der Tätigkeit ohne offiziellem Beitritt zur ZV – Erwerb von Anwartschaften. Das führte zu hunderttausenden weiteren Berechtigten, insbesondere im Bereich der sogenannten technischen Intelligenz. Das BSG sorgte mit einer Serie von Urteilen vom 8. und 9. April 2002 (z. B. Az. B 4 RA 36/01 R) wieder für Einschränkungen. Die Ausweitung des betroffenen Personenkreises hatte zu Zusatzkosten in Milliardenhöhe für den Steuerzahler geführt. Die Sozialgerichtsbarkeit wird regelmäßig mit Prozessen zur Anwendung der BSG-Rechtsprechung befasst.

## Finanzierung
Die Finanzierung der Aufwendungen für die Rentenleistungen nach dem AAÜG ist in § 15 AAÜG geregelt. Hiernach tragen die neuen Bundesländer einschließlich Berlin zwei Drittel der Kosten, die durch Rentenansprüche nach dem AAÜG entstehen (im Gesetzgebungsverfahren waren noch 85 Prozent vorgesehen, dies wurde erst in zweiter Lesung geändert), die restlichen Kosten trägt der Bund.
Da zum damaligen Zeitpunkt keine Daten über Höhe und Anzahl der Ansprüche aus den Zusatz- und Sonderversorgungssystemen der DDR vorlagen, konnten die Folgen dieser Regelung zum damaligen Zeitpunkt nicht abgesehen werden. Es stellte sich später heraus, dass – auch aufgrund der ergangenen Rechtsprechung der Gerichte – weit mehr Personen Anspruch auf Leistungen nach dem AAÜG hatten, als zunächst angenommen. Während im Jahr 1995 die neuen Bundesländer 3,3 Prozent ihrer laufenden Ausgaben zur Deckung der Kosten nach dem AAÜG aufwenden mussten, stieg dieser Anteil bis zum Jahr 2002 auf 6,6 Prozent der laufenden Ausgaben. Somit mussten die neuen Bundesländer über 25 Prozent der ihren im Rahmen des Aufbaus Ost zugewiesenen finanziellen Mittel allein zur Deckung der Kosten nach dem AAÜG aufwenden.
2006 beschlossen Bundesregierung und Parlament den Solidarpakt II. Am 30. November 2006 teilte die Bundesregierung mit:

„Der Bund ist auch dem Wunsch der neuen Länder nach einer stärkeren Beteiligung an den Kosten aus den Zusatzversorgungssystemen der DDR (AAÜG) nachgekommen. Diese waren bis auf jährlich 2,6 Milliarden Euro angestiegen. Die Bundesregierung wird ihren Anteil von derzeit 33 Prozent auf 36 Prozent 2008, 38 Prozent 2009 und 40 Prozent ab 2010 aufstocken. „Hierdurch werden die Haushalte der neuen Länder deutlich entlastet“, so Tiefensee.“

## Belege
1. ↑  Einigung bei Finanzhilfen für Ostdeutschland erzielt (Memento vom 27. September 2013 im Internet Archive)